# Horus gracilis
Horus gracilis är en spindeldjursart som beskrevs av Beier 1958. Horus gracilis ingår i släktet Horus och familjen Olpiidae. Inga underarter finns listade i Catalogue of Life.